# La Bigne
La Bigne (wymowaⓘ) – miejscowość i dawna gmina we Francji, w regionie Normandia, w departamencie Calvados. W 2013 roku liczba ludności wynosiła 213mieszkańców. 
1 stycznia 2017 roku połączono dwie wcześniejsze gminy: La Bigne oraz Seulline. Siedzibą gminy została miejscowość Seulline, a nowa gmina przyjęła jej nazwę. 